# Abdelkader Buamer
Abdelkader Buamer (en árabe: عبد القادر بوعامر‎; 25 de julio de 1983) es un deportista argelino que compite en judo adaptado. Ganó una medalla de oro en los Juegos Paralímpicos de París 2024, en la categoría de –60 kg (clase J1).

## Palmarés internacional
| Juegos Paralímpicos | Juegos Paralímpicos | Juegos Paralímpicos | Juegos Paralímpicos |
| Año                 | Lugar               | Medalla             | Categoría           |
| ------------------- | ------------------- | ------------------- | ------------------- |
| 2024                | París (Francia)     | Medalla de oro      | –60 kg J1           |